# Mr. Holland’s Opus
Mr. Holland’s Opus ist ein US-amerikanisches Filmdrama aus dem Jahr 1995. Die Regie führte Stephen Herek, das Drehbuch schrieb Patrick Sheane Duncan. Die Hauptrolle spielte Richard Dreyfuss.

## Handlung
Der Komponist Glenn Holland nimmt im Jahr 1964 einen Job als Musiklehrer in einer Schule an. Zuerst will er dort nur für eine begrenzte Zeit arbeiten, um Geld anzusparen und dann eine Sinfonie zu schreiben.
Er unterschätzt aber die Arbeitsbelastung in der Schule, und als seine Frau schwanger wird, beschließt das Ehepaar, ein Haus zu kaufen. So geht letztlich die Arbeit an seiner Komposition unter zwischen Schule, dem Sommerjob als Fahrlehrer und seinen familiären Pflichten.
Aus dem vorübergehenden Job als Lehrer wird so schleichend eine Lebensaufgabe, der er sich mit Enthusiasmus widmet, während private und zeitgeschichtliche Ereignisse sein Leben beeinflussen.
Der härteste Schicksalsschlag für ihn ist, als sich herausstellt, dass sein Sohn Cole gehörlos geboren wurde, und er somit seine große Leidenschaft, die Musik, nicht mit ihm teilen kann. Er vernachlässigt ihn zunehmend zugunsten seiner Arbeit in der Schule, bis es schließlich zum Zerwürfnis kommt, als Cole im Teenageralter ist. Erst dann beginnt er, seinen Sohn zu akzeptieren, wie er ist.
Mitte der 1990er Jahre wird Hollands Stelle als Musiklehrer wegen Einsparungen gestrichen. Er kämpft entschieden dagegen, muss aber die Entlassung hinnehmen.
Er lässt durchblicken, dass er das Gefühl hat, sein Leben nicht richtig genutzt zu haben. Doch dies wollen seine Freunde und seine ehemaligen Schüler nicht hinnehmen und veranstalten zu Ehren Mr. Hollands eine Abschiedsveranstaltung, bei der viele seiner ehemaligen Schüler zugegen sind und bei der sein Werk „American Symphony“, an dem er die ganzen Jahre gearbeitet hat, uraufgeführt wird. Mr. Holland wird gebeten, die Aufführung zu dirigieren, und ist sichtlich gerührt.

## Kritiken
„Episodisch erzähltes Melodram mit der Tendenz, die emotionale Anfälligkeit des Publikums zu überstrapazieren. Ein Film voller falscher Töne, in dem nur der Hauptdarsteller Richard Dreyfuss einen Hauch echter Menschlichkeit vermittelt.“

Die Zeitschrift Cinema 4/1996 bezeichnete den Film als „ergreifend“, die Darstellung von Richard Dreyfuss als „grandios“.
James Berardinelli schrieb auf ReelViews, der Film würde sich auf das Thema des Triumphes des menschlichen Geistes konzentrieren. Er lobte die Leistungen der Nebendarsteller Glenne Headly, Jay Thomas, Olympia Dukakis, Alicia Witt und Jean Louisa Kelly.

## Auszeichnungen
Richard Dreyfuss wurde für seine Hauptrolle für die Filmpreise Oscar und Golden Globe nominiert. Patrick Sheane Duncan wurde für das Drehbuch für den Golden Globe nominiert.
Der Film (als Bester Familienfilm) und Nicholas John Renner gewannen den Young Artist Award, für den Joseph Anderson nominiert wurde.
Michael Kamen gewann für die Filmmusik den BMI Film Music Award. Der Film gewann den Christopher Award und einen Preis des Heartland Film Festivals. Er wurde für den Casting Society of America Award nominiert.
Die Deutsche Film- und Medienbewertung FBW in Wiesbaden verlieh dem Film das Prädikat wertvoll.

## Hintergrund
Der Film spielte in den Kinos der USA ca. 82,6 Millionen US-Dollar ein, weltweit betrug das Einspielergebnis über 106 Millionen US-Dollar.
Die von Michael Kamen komponierte „American Symphony“ lehnt stark an das Hauptthema des vierten Satzes der Sinfonie Nr. 1 c-Moll op. 68 von Johannes Brahms an.